# Gran Oriente de Chile
El Gran Oriente de Chile (en francés,  Grand Orient du Chili) es una organización masónica de la República de Chile. Fue fundada el 7 de mayo de 1961 en la ciudad de Santiago; como resultado de la unión de 3 logias chilenas cuyos nombres fueron: Gran Logia Sol de Oriente de Chile, Gran Logia Lautarina de Chile y Gran Masonería Universal del Rito de Memphis y Mizraím. Este Gran Oriente de la masonería chilena, fue fundado según las normas de sociabilidad de la masonería europea —juramentos iniciáticos, normas simbólicas, reglamentos de funcionamiento y declaraciones de principios, según las antiguas tradiciones de la francmasonería francesa y escocesa.

## Historia

### Su origen en Chile (1960 - 1961)
El Gran Oriente de Chile tiene su origen en mayo de 1961, cuando algunos masones de alto grado de la Gran Logia de Chile decidieron unirse para formar un Oriente independiente a la Gran Logia Unida de Inglaterra. Estos masones ya habían formado tres logias anteriormente, cuyos nombres fueron: Gran Logia Sol de Oriente de Chile, Gran Logia Lautarina de Chile y Gran Masonería Universal del Rito de Memphis y Mizraim. En sus inicios, el Gran Oriente de Chile fue masculino, practicando el Rito Escocés Antiguo y Aceptado y el Rito Antiguo y Primitivo de Memphis y Mizraim. Los fundadores de este Oriente fueron los masones Antonio Quezada Urzúa y Carlos Francisco Blin Arriagada  —quienes obtuvieron carta patente del Gran Maestro Masón G° 99 Robert Ambelain—; en junio de 1960 para su organización. Este Oriente se llamó originalmente Gran Oriente Masónico Chileno, y en noviembre de 2011, bajo el nuevo mandato del Gran Maestro Luis Omar Roche Valenzuela cambió su nombre a Gran Oriente de Chile.
En sus inicios, este Oriente trabajó con la Personería Jurídica «Club de la Patria» cuya publicación se realizó en el Diario Oficial de la República de Chile con fecha 30 de enero de 1961. En la actualidad, el Gran Oriente de Chile trabaja con la Personería Jurídica «Centro de Cultura y Filantropía de Chile», cuya publicación se realizó en el Diario Oficial de la República de Chile el 26 de septiembre de 1967.

### Período de influencia francesa
En enero de 1960, Carlos Francisco Blin Arriagada, amigo y discípulo del francés Robert Ambelain, —a quienes les unía la Orden Martinista—, 
le solicita lo ayudase con los decretos y patentes Francesas necesarias para dar forma a este nuevo Oriente Chileno. No pudiendo ocultar su sorpresa por tal petición, Ambelain le sugiere a Blin, se contacte en Santiago también con otro Martinista de nombre Antonio Quezada Urzúa  —quien por ese entonces estaba formando 2 Logias en la Capital de Chile—. El 19 de enero de 1960, Blin logra reunirse con Quezada, y comienzan ambos a preparar lo que para ellos era un sueño. En junio de 1960, el Gran Maestro Mundial G° 99 Robert Ambelain, les otorga Carta Patente Francesa del Rito de Memphis y Mizraím, para todos los grados correspondientes a este Rito.
El Gran Oriente de Chile fue fundado el 7 de mayo de 1961, un año después de recibir la carta patente de Robert Ambelain, y Ambelain es nombrado: Gran Maestre de Honor del antiguo Gran Oriente de Chile el 9 de mayo de 1961.

### Estructura
Tras su nacimiento en Chile en 1961, este Gran Oriente, comenzó a crecer, y fue formando nuevas logias masónicas en Santiago y ciudades de provincia, constituidas según las normas de sociabilidad de la masonería europea —juramentos de iniciación, normas simbólicas, reglamentos de funcionamiento y declaraciones de principios—. Han transcurrido más de 150
años desde que la Masonería se estableció en Chile, y este Gran Oriente, continua con el legado de estos primeros Francmasones americanos. 

El Gran Oriente de Chile tiene en la actualidad varias logias activas en Santiago de Chile, Valparaíso, Villa Alemana y Rancagua, así como triángulos (Futuras Logias) en San Antonio, Viña del Mar y Los Ángeles y funciona con Carta Patente del Gran Oriente de Francia, otorgada el 9 de abril de 2010 para la Gran Logia Simbólica y para el Supremo Consejo G° XXXIII.

## En estructuras masónicas internacionales
En la actualidad, el Gran Oriente de Chile forma parte de estructuras masónicas
internacionales tales como: Confederación Interamericana de Masonería Simbólica (CIMAS),
  y del Centro de Comunicación y de Información de las Potencias firmantes del Llamado de Estrasburgo
(CLIPSAS),
en francés: Centre de liaison et d’information des puissances maçonniques signataires de l’appel de Strasbourg —esta última, es una organización internacional de jurisdicciones masónicas—. Estas jurisdicciones están aprobadas y aceptadas por muchas Grandes Logias de diferentes países del mundo, en las que se aceptan o no a las mujeres. Un detalle fundamental es el no requerimiento a sus miembros, de creer en un Gran Arquitecto del Universo o algún tipo de Ser superior. (El Gran Oriente de Chile ingresó a CIMAS el 21 de septiembre de 2002 y a CLIPSAS, el 22 de mayo de 2004).

## Francmasonería en Chile
Los orígenes de la Francmasonería en Chile se remontan a la época de la independencia,
cuando la mayoría de los líderes patriotas sudamericanos en Europa, liderados por el venezolano Francisco de Miranda organizaron un sistema de sociedades con características masónicas, llamadas Logias Lautarinas,
con el fin de independizar a América de la Corona Española.
Tras concretarse su objetivo, las logias se disolvieron en la década de 1820. Sin embargo, el interés por la masonería continuó. En 1827 se fundó en Santiago de Chile la Logia Filantrópica Chilena, la cual habría tenido cierta influencia en el desarrollo del pensamiento liberal, pero, tras el triunfo conservador en la Batalla de Lircay, —batalla que tuvo lugar a orillas del Río Lircay, cerca de Talca, el 17 de abril de 1830—, esta iniciativa se disolvió. El interés renacería en la ciudad porteña de Valparaíso; en la década de 1850, cuando extranjeros residentes fundaron la Logia Francesa L' Etoile du Pacifíque y la Logia Americana Bethesda.
Siguiendo este ejemplo, surgieron dos logias en el puerto de Valparaíso integradas por chilenos y sudamericanos: Unión Fraternal y Progreso. Al mismo tiempo, surgió en la ciudad de Concepción la logia Aurora de Chile y en Copiapó la Logia Orden y Libertad.
El Gran Oriente de Chile, ha continuado con el legado laico de estos primeros masones en América, y sigue influyendo en las corrientes intelectuales del racionalismo y liberalismo chileno.

## Grandes Maestros del Gran Oriente de Chile
- Robert Ambelain; Gran Maestre de Honor del Gran Oriente de Chile, nombrado el 9 de mayo de 1961
- Antonio Quezada Urzúa 1961-1970
- David Lavanchi Reyes 1971-1972
- Antonio Quezada Urzúa 1973-1975
- Juan Cid Valencia 1976-1988
- Manlio Yessi Valenzuela 1989-1994
- Romeo V. Di Lertora 1995-2001
- Jorge Giglio Mieres 2002-2004
- Héctor Díaz Montenegro 2004-2010
- Omar Roche Valenzuela 2011-2017
- Héctor Díaz Montenegro 2017—2023
- Ricardo Cortés Venegas 2023-2025 (Abdicatio Masonic Mandatum)
- Héctor Díaz Montenegro (Tercer mandato: Marzo 2025 – Noviembre 2025)

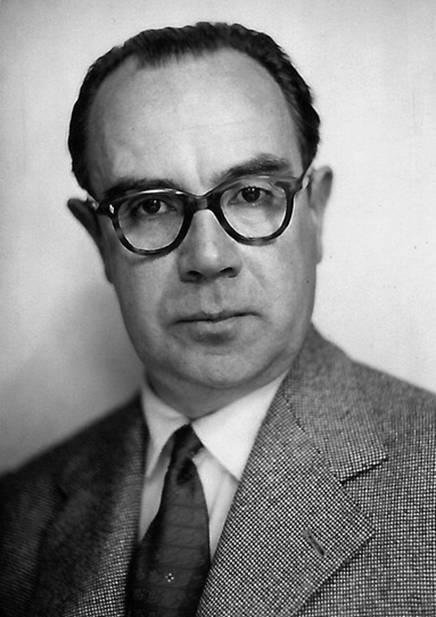
Robert Ambelain
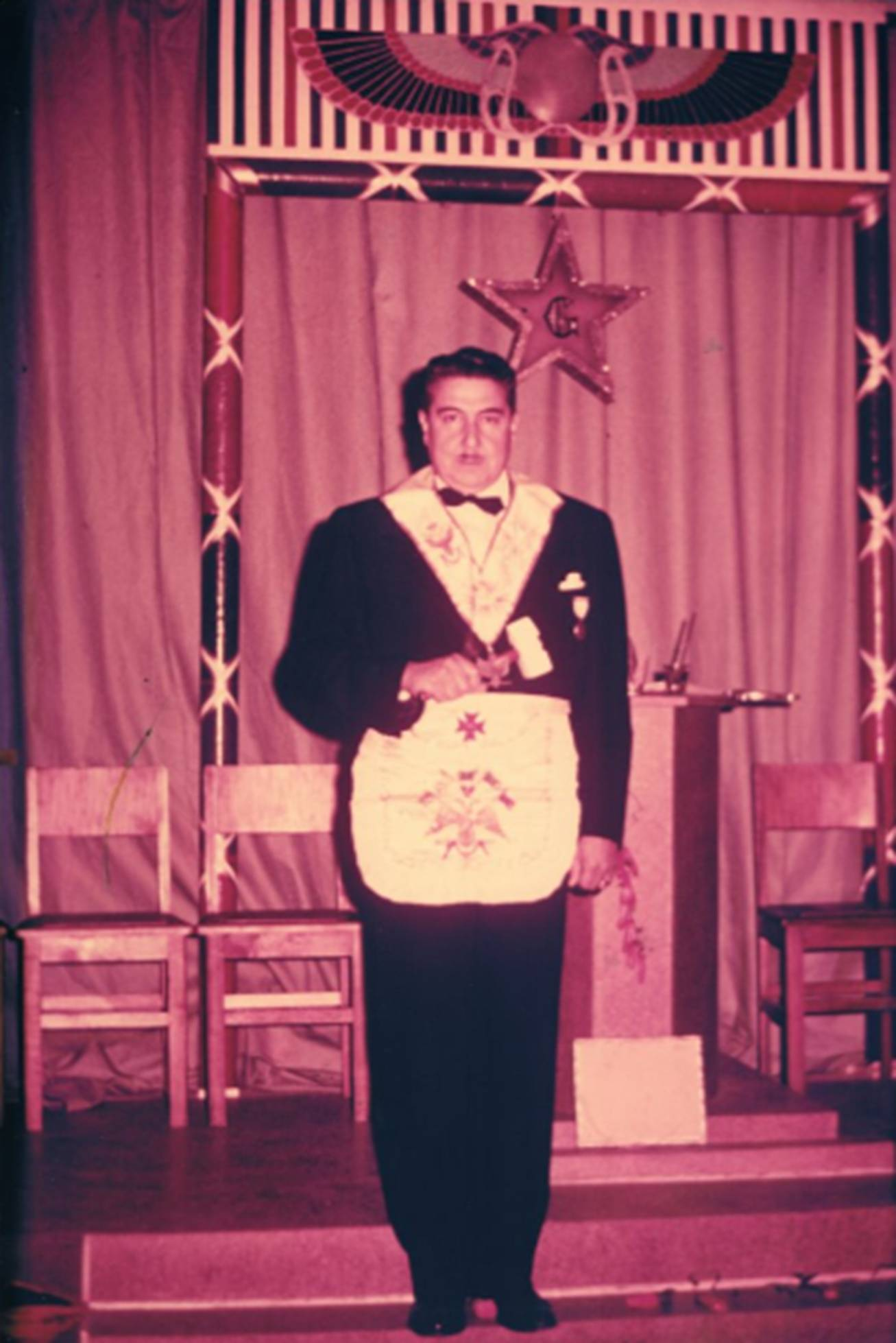
Antonio Quezada Urzúa
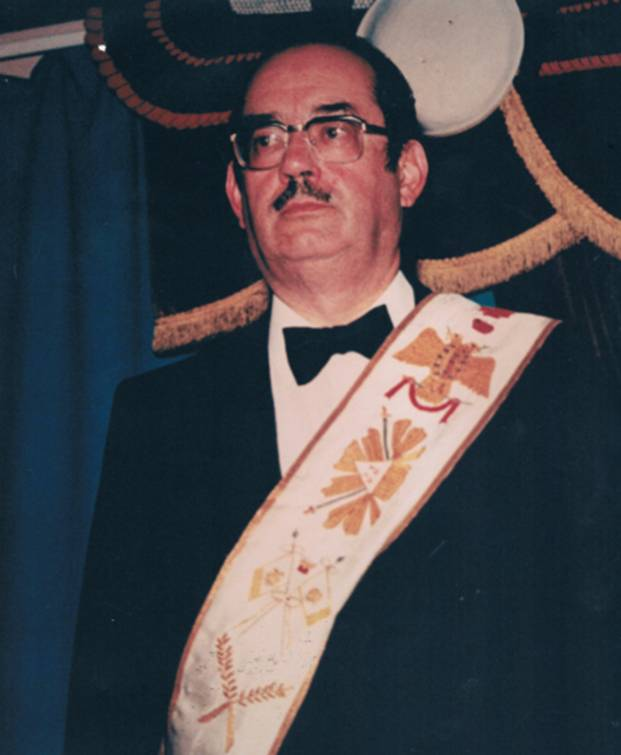
Juan Cid Valencia
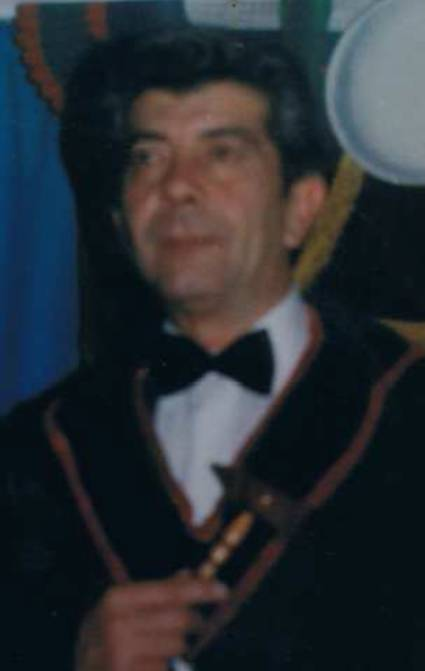
Manlio Yessi Valenzuela
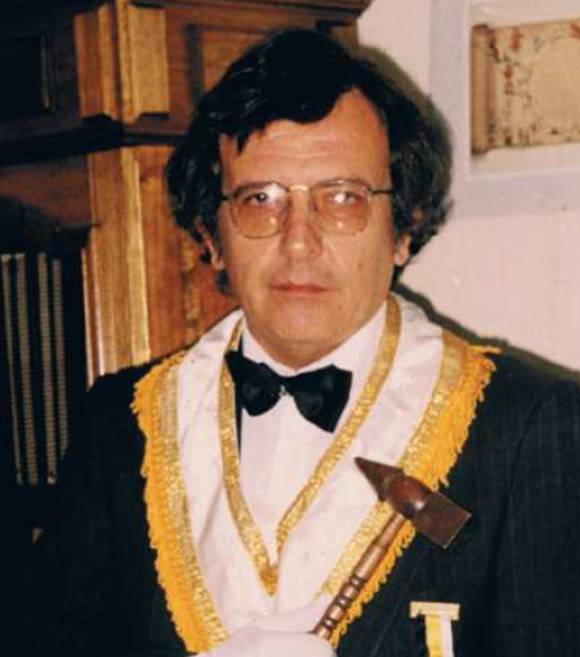
Romeo V. Di Lertora
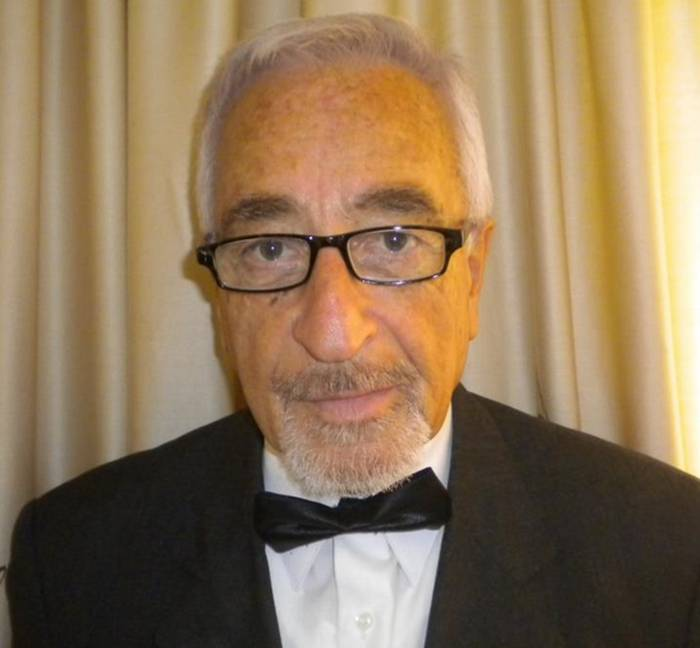
Jorge Giglio Mieres
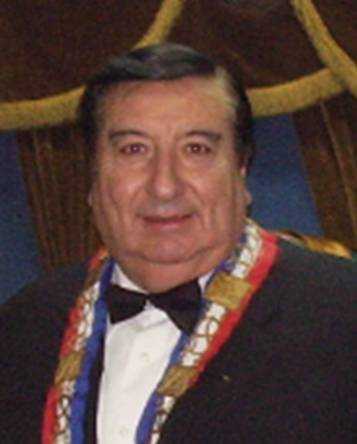
Héctor Díaz Montenegro (Tercer mandato: Marzo 2025 – Noviembre 2025)
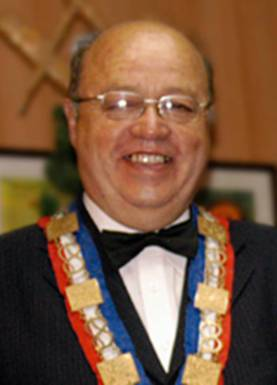
Omar Roche Valenzuela
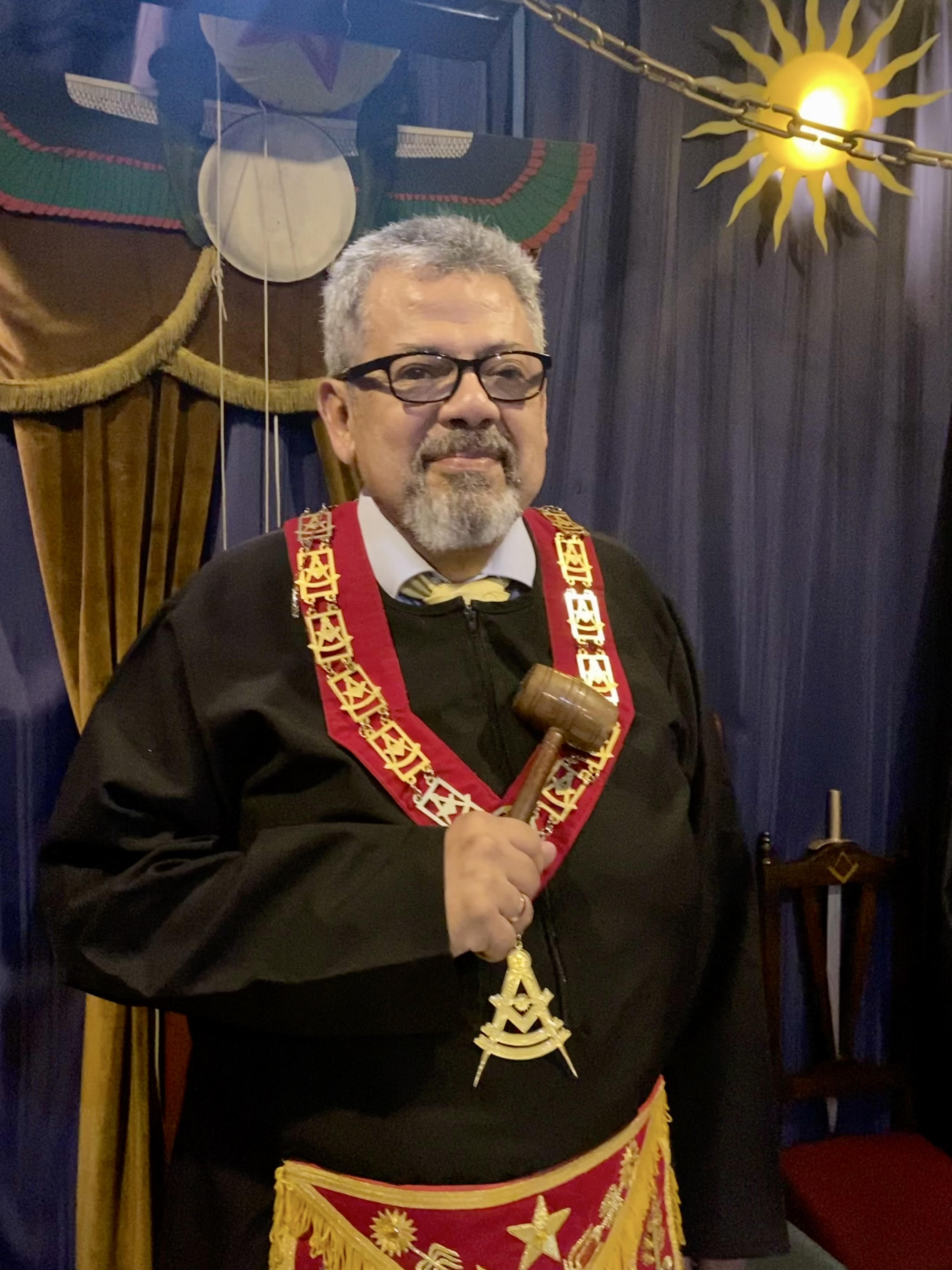
Ricardo José Cortés Venegas